# Economía forense
La economía forense es la especialidad de la economía que engloba toda actividad relacionada con el poder judicial. Estudia los aspectos económicos, contables y relacionados con la empresa derivados de la práctica diaria de los peritos económicos relacionados con los tribunales de justicia. El profesional especialista en el área recibe el nombre de economista forense, experto judicial contable o simplemente perito judicial.

## Ámbito de actuación
El economista forense actúa como experto judicial y como perito en procesos judiciales civiles, penales, contenciosos administrativos y laborales, también actúa con funciones de administración judicial en casos de insolvencia empresarial, como por ejemplo los concurso de acreedores (antes suspensiones de pagos y quiebras) y, en general, como colaborador de los órganos judiciales o como experto independiente de otros organismos gubernamentales.
Los lazos cada vez más estrechos entre cuestiones judiciales y económicas hacen que la economía forense se convierta en un poderoso instrumento de asistencia y asesoramiento a las partes implicadas en el proceso (jueces, fiscales, abogados, etc.).

### La actividad en España
En España, la actividad economista forense no está específicamente regulada y no es necesaria colegiación o pertenencia a ningún colectivo profesional aunque los colegios profesionales de Economistas, el Instituto de censores jurados de cuentas y el de Titulados Mercantiles y Diplomados en Empresariales cuentan con registros específicos en sus respectivas corporaciones y emiten recomendaciones profesionales mediante cursos o normas técnicas, exigiendo un compromiso de formación y reciclaje permanente de sus miembros. 
La presencia del profesional económico forense auxilia en asuntos judiciales relacionados con la economía, la contabilidad y la empresa como experto independiente.  En España su nombramiento puede iniciarse a partir de las listas que corporaciones y los colegios profesionales remiten anualmente a los respectivos juzgados, para ser utilizadas por los propios jueces si así lo estiman conveniente, o por la libre designación de las partes en caso de considerar oportuno aportar un dictamen como complemento a su demanda o denuncia presentada.
La remuneración del experto económico forense no está regulada por ningún tipo de arancel público y son las partes las que lo fijan libremente en virtud de la complejidad de la misión encomendada y la experiencia o pericia del profesional ejecutante.
En la operativa judicial el perito económico le corresponde poner de manifiesto los hechos y es el juez quien debe dictaminar sobre éstos: “el experto sólo debe poner de manifiesto la veracidad o falsedad de los hechos que se imputan o ventilan” (R. García Micota y R. García Moleno de la Vega), es decir, las opiniones del perito económico, como cualquier otra prueba, no vinculan la opinión del juez que, a la vista del resto de las pruebas, tomará su decisión con total libertad.

## Actividades relacionadas
El experto forense desarrolla su actividad en los siguientes ámbitos:
- Asesor de las partes en actuaciones prejudiciales
- Perito y emisor de dictámenes
- Administrador judicial
- Árbitro
- Valoración de empresas
- Valoración de marcas
- Valoración del lucro cesante